# Isole Kai
Le isole Kai (anche isole Kei) sono un arcipelago situato nella provincia di Maluku, nell'Indonesia orientale. Fanno parte delle isole Molucche.
Le isole Kai si estendono su una superficie di 1.438 km² e sono localizzate a sud della Nuova Guinea, a ovest delle isole Aru, e a nord-est delle isole Tanimbar. Arcipelaghi minori sono localizzati ad occidente, come le isole Tayandu (chiamate anche Tahayad) e le isole Watubela più a nord-ovest.
L'arcipelago è costituito da numerose isole, ed includono:
- Kai Besar, chiamata anche Nuhu Yuut o Nusteen (Grande Kei), prevalentemente montagnosa e ricoperta da dense foreste.
- Kai Kecil, chiamata anche Nuhu Roa o Nusyanat (Piccola Kei), l'isola più popolata.
- Tanimbar Kei o Tnebar Evav
- Kei Dulah o Du
- Dulah Laut o Du Roa
- Kuur
- Taam

Centro principale e capoluogo è la cittadina di Tual. Gli abitanti chiamavano le isole con il nome di Nuhu Evav (isole Evav) o Tanat Evav, ma erano conosciute con il nome di Kei nelle isole vicine. Il termine “Kai” risale al periodo coloniale olandese e persiste nella bibliografia successiva.